# El Rollo (torre)
El rollo es una construcción cilíndrica, en forma de torre, en el municipio de Tlaquiltenango, se ubica dentro del famoso balneario que adoptó el mismo nombre de "El Rollo".

## Historia
El municipio de Tlaquiltenango fue parte del Marquesado del Valle de Oaxtepec adjudicado al conquistador Hernán Cortés que estableció en estas tierras ganado bovino como parte de sus riquezas.
El padre Agapito Mateo Minos, en su libro "Apuntaciones Históricas de Xoxoutla a Tlaquiltenango", señala que en el año de 1541 el Conquistador Señor Marquez del Valle, Don Hernando Cortés, regaló al pueblo de Santo Domingo Tlaquiltenango, perteneciente al Marquezado del Valle: para la cría once lleguas, dos caballos enteros, siete novillas y dos novillos.
Y para la vigilancia de ese ganado en el año de 1542: Mira Arriba, Altamira, Royo, De Treinta y Cuatro Varas de Altura lo mandó levantar nuestro Señor Marqués pa. los vigilantes de la caballada qe en alrededor estaban en las caballerizas y allí dormían pr la nochi.
La torre que se usaba en 1542 para vigilar el ganado fue construida en piedra con materiales de la época y la región, las escaleras en su interior van en forma de espiral o caracol; con un par de mirillas en la punta, y está establecido al margen del río Yautepec.

## Actualidad
A mediados del siglo XX en el año de 1954 el doctor Ignacio Rodríguez Saucedo compró esos terrenos y construye lo que será más adelante uno de los parques acuáticos más grandes y populares a nivel nacional. La torre, ubicada en la entrada del parque, forma parte de los atractivos de este lugar.
La torre del Rollo fue parte de los sitios de interés que el gobierno federal enlistó en los festejos de la conmemoración del Centenario de la Revolución Mexicana y el Bicentenario de la Independencia de México en el año 2010.